# Corrado Alunni
Corrado Alunni (Roma, 12 novembre 1947 – Varese, 28 gennaio 2022) è stato un terrorista italiano, esponente delle Brigate Rosse e delle Formazioni comuniste combattenti.

## Biografia

### Militanza terrorista
Nato a Roma, nel quartiere Centocelle, Alunni svolge gli studi superiori per perito industriale nella capitale prima di trasferirsi a Milano, nell'estate del 1967. In quello stesso anno trova lavoro come operaio alla Sit-Siemens dove conosce Mario Moretti, Paola Besuschio e Giorgio Semeria, futuri esponenti delle Brigate Rosse e, nel 1974 lascia il lavoro in fabbrica (percependo una liquidazione di 2 milioni di lire) ed entra in clandestinità.
Già dalla primavera del 1971, infatti, Alunni era entrato a far parte delle Brigate Rosse per rimanervi per qualche anno e dove, più che come attivista, si impegna come reclutatore di nuovi militanti, per conto di Renato Curcio. Il definitivo arresto di quest'ultimo, avvenuto nel 1976, porta a una fase di ristrutturazione dell'organizzazione, che costringe all'allontanamento alcuni militanti (molti dei quali gravitanti attorno alla rivista Rosso) i quali, in disaccordo con la nuova linea e coinvolti dallo stesso Alunni, formarono le Brigate Comuniste, per poi abbandonarle e partecipare, nel 1977, alla costituzione delle Formazioni comuniste combattenti.
La sigla FCC viene utilizzata per la prima volta il 18 gennaio del 1978 quando, il gruppo rivendica un attentato contro una pattuglia di carabinieri in servizio di guardia al carcere di Novara. Alunni rimarrà nelle FCC fino al giorno della sua cattura, il 13 settembre 1978, quando le forze dell'ordine irrompono in un appartamento al piano terra di via Negroli 30/2, a Milano, traendolo in arresto. Nel covo vengono rinvenute anche numerose armi da fuoco, materiale esplosivo e documentazione che è poi servita a far luce sulle attività di quel movimento terroristico.

### Tentativo di evasione
Il 28 aprile 1980, Alunni tenta di evadere dal carcere di San Vittore di Milano assieme a un gruppo di sedici detenuti composto dal boss della Comasina, Renato Vallanzasca, dal suo vice Antonio Colia, da Emanuele Attimonelli (esponente dei NAP) e da altri detenuti comuni. Dirà in seguito:
«A causa di un processo in programma a Milano nel braccio speciale di San Vittore ci siamo ritrovati insieme io e Vallanzasca; la nostra conoscenza si era però consolidata già durante precedenti esperienze carcerarie, e molti altri personaggi che davano piene garanzie operative. Con i comuni non è stato difficile stabilire buoni rapporti. Le armi, naturalmente, ce le siamo fatte venire da fuori ma reali appoggi esterni non ne avevamo. E ce ne importava poco. L'essenziale era riuscire a scappare, superando tutte le barriere di uomini e di strutture. Anche se poi è finita male, debbo dire che la prima prova l'abbiamo vinta.»
Alle 13:15 di quel giorno il gruppo di detenuti, che nei giorni precedenti era riuscito ad introdurre tre pistole nel carcere, approfittano del momento dedicato all'ora d'aria per prendere in ostaggio il brigadiere Romano Saccoccio e usarlo come scudo umano per farsi strada fino all'uscita del penitenziario, sparando ai due agenti di guardia che rifiutavano di consegnare loro le chiavi.
Una volta fuori, inseguiti dalle forze dell'ordine, i detenuti scatenano una lunga sparatoria per le vie del centro di Milano nella quale Alunni rimane ferito, colpito allo stomaco da due colpi di mitra, e anche Vallanzasca ne esce gravemente ferito alla testa, prima che la rete della polizia si stringa attorno a loro e riesca a catturarli, mentre in sei riescono, sia pure provvisoriamente, a far perdere le loro tracce.

### Dissociazione
Dopo aver accumulato condanne per oltre cinquant'anni di carcere, il 18 marzo 1987, in sede giudiziaria durante il processo Moro ter, Alunni espresse la propria volontà di dissociazione dalla lotta politica armata. Nel 1989 gli venne concessa la semilibertà e la possibilità di lavorare all'esterno del carcere. Nel 1997, assieme ad altri 62 ex terroristi delle Brigate Rosse, di Prima Linea e di altri gruppi armati, è stato tra i firmatari di un appello in cui si chiedeva di mettere la parola fine alla cosiddetta Storia infinita (questo il titolo del documento) degli anni di piombo che potesse aprire la strada ad "una democrazia matura, una classe politica e una Repubblica che vogliano davvero rinnovarsi".

### Morte
Muore a Varese il 28 gennaio 2022 all'età di 74 anni.